# 머즈그레이브 전례문

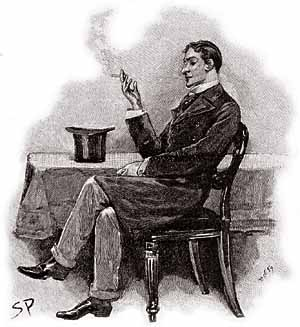
레지널드 머즈그레이브, 시드니 파젯 삽화(스트랜드 잡지)

《머즈그레이브 전례문》(The Adventure of the Musgrave Ritual)은 영국 작가인 아서 코넌 도일의 56개 셜록 홈즈의 단편 소설 중 하나이며, 단편집 《셜록 홈즈의 회상록》에 수록되어 있다. 이 작품은 1893년 스트랜드 잡지(Strand Magazine)에 처음으로 발표되었다. 많은 홈즈 이야기와는 달리 이 작품의 나레이터는 왓슨이 아니라 셜록 홈즈 자신이다. 이야기 속의 이야기 구조를 가진 작품으로 홈즈의 초기 사건 중 하나이다.
《머즈그레이브 전례문》은 에드거 앨런 포 (Edgar Allan Poe)의 작품인 《황금벌레》와 《아온틸라도 술통》과 유사한 요소를 가지고 있다.
1927년 코넌 도일은 《머즈그레이브 전례문》을 그가 좋아하는 열두 작품중 열한 번째로 꼽았다.

## 줄거리
홈즈는 대학 동창인 레지널드 머즈그레이브의 사건에 대해 왓슨에게 이야기한다. 머즈그레이브는 집안의 하녀인 레이첼 하웰스와 오랫동안 집사로 있었던 리처드 브런튼이 실종된 후 홈즈를 방문했다. 그 두 사람은 집사가 집안의 비밀문서인 '머즈그레이브 전례문'을 몰래 읽다가 발각되어 머즈그레이브가 브런튼을 해고한 후 사라졌다. 그 전례문은 17세기부터 집안 대대로 전해 내려오는데 수수께끼 같은 내용이었다.
| “ | 그것은 누구의 것인가? 앞서 간 사람들의 것이다. 누가 가질 것인가? 뒤에 올 사람들이다. 달(月)은 언제인가? 처음부터 여섯 번째이다. 태양은 어디에 있는가? 떡갈나무 위에. 그림자는 어디에 있는가? 느릅나무 밑에. 얼마나 가야 하나? 북쪽으로 열 걸음 또 열 걸음, 동쪽으로 다섯 걸음 또 다섯 걸음, 남쪽으로 두 걸음 또 두걸음, 서쪽으로 한 걸음 또 한 걸음, 그리고 바로 그 아래. 무엇을 주어야 하는가? 우리가 가진 모든 것을. 왜 주어야 하나? 진실을 위해. | ” |

머즈그레이브는 새벽 두 시, 서재에서 브런튼을 발견했다. 장식장을 열고 전례문을 꺼냈을 뿐만 아니라 지도같은 것도 책상위에 늘어놓고 보고 있었다. 그러다 주인이 보고있다는 것을 알고 그것들을 주머니에 쑤셔 넣었다. 브런튼은 자신을 불명예스럽게 해고하지 말고 자신이 그만둘 수 있게 한 달간의 시간을 달라고 머즈그레이브에게 간청했다. 머즈그레이브는 일주간의 말미를 주었다. 나중에 알게 된 일이지만 브런튼은 무언가를 하기 위해 시간이 필요한 것이었다.
며칠 후, 자신의 물건들은 남겨둔 채 브런튼이 사라졌다. 그의 침대는 잠을 잔 흔적이 없었다. 그에 대한 흔적을 찾을 수 없었다. 브런튼의 전 애인인 하녀 레이첼 하웰스는 브런튼의 행적을 추궁당하자 이성을 잃고 그가 떠났다고 되풀이해서 말했다. 그녀를 안정시키기 위해 다른 하녀가 그녀 옆에서 밤새도록 지켰다. 그러다 하녀가 잠깐 조는 사이 레이첼 하웰스는 창문을 통해 도망쳤다. 그녀의 발자국은 호수로 이어져 있었다. 머즈그레이브는 연못을 파냈지만 찾아낸 것은 녹슨 금속과 염색된 돌과 유리가 들어있는 자루 뿐이었다. 그 뒤로 레이첼 하웰스에 대한 소식은 들을 수 없었다.

## 수수께끼 풀기
홈즈는 이 사건을 세 개의 미스터리가 아닌 하나의 미스터리로 생각했다. 그는 전례문의 수수께끼를 풀려고 고심했다. 전례문은 머즈그레이브 가문에게는 의미없고 이상한 전통이었고 200년 동안 전해졌다. 하지만 홈즈와 브런튼은 다르게 생각했다. 그는 그 전례문이 무언가를 찾는 지시서라는 것을 깨달았다. 아직도 집 앞에 있는 떡갈나무의 높이와 이미 잘려진 느릅나무의 위치를 확인하고 홈즈는 몇 가지 계산을 하고 전례문에 쓰여진대로 걸음을 걸어 위치를 찾았다.

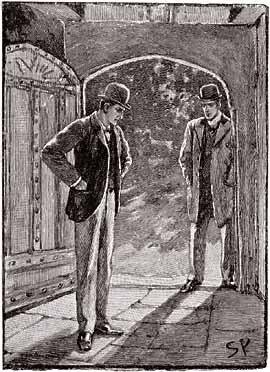
홈즈가 걸음걸이로 계산하고 있다.

그들이 찾아낸 장소는 실망스럽게도 건물 안이었지만, 전례문의 마지막 지시가 ”바로 그 아래”라는 것을 깨달았다. 그들이 서 있는 장소 아래에는 지하실이 있었다. 지하로 내려가 보니 바닥에 석판이 있었다. 홈즈는 경찰을 불러 석판을 들어올리니 작은 구멍이 있었다. 그 안에는 텅빈 썩은 궤짝과 브런튼이 있었다. 그는 이미 수 일 전에 사망한 것으로 보였다. 그의 몸에 아무런 흔적도 없어 질식사 한 것 같았다.
홈즈는 친구에게 사건의 전말을 설명해주었다. 브런튼은 전례문의 의미를 추리했고, 적어도 값진 물건을 숨겨논 장소를 말한 것이라 생각했다. 그는 주인에게 없어진 느릅나무의 높이를 물어 확인하고 전례문대로 걸음을 걸어 그 장소를 알아냈다. 하지만 석판을 혼자 들어올리기엔 너무 무거웠다. 그래서 그는 다른 사람을 끌어들이기로 했다. 그는 어리석게도 그를 증오하는 레이첼 하웰스를 선택했다. 두 사람은 석판을 들어올렸지만, 브런튼이 보물을 가져올 동안 석판을 지지할 필요가 있었다. 레이첼이 일부러 석판의 지지대를 차서 브런튼을 질시시켰을까, 아니면 석판이 저절로 닫혔고 레이첼은 그를 배신한 애인을 구하지 않은 것일까? 그 후 그녀의 일련의 행동들로 설명이 된다.
호수에서 발견된 유물은 금화와 보석이었다. 홈즈는 그 유물들이 적어도 찰스 1세의 금관이라 생각했다. 머즈그레이브의 전례문은 이러한 보물에 접근할 수 있는 안내서였던 것이다. 레지널드는 그의 조상 중 한 명인 랄프 머즈그레이브가 왕의 심복이었다는 것을 확인해 주었다. 홈즈는 전례문의 최초 소유주가 그의 아들에게 전례문의 비밀을 전하지 못하고 죽었을 거라는 가설을 세웠다. 그래서 200년 동안 별스러운 전통으로 남겨진 것이었다.

## 출판 역사
이 작품은 1893년 5월 시드니 파젯(Sideny Paget)의 삽화로 스트랜드 잡지(Strand Magazine)에 발표되었다. 후에 《셜록 홈즈의 회상록》에 수록되었다. 처음 스트랜드 잡지에 실렸을 때에는 떡갈나무의 그림자의 길이를 측정할 수 있는 달(month)에 대한 문구는 없었다. 그러나 《셜록 홈즈의 회상록》에서는 ”여섯 번째 달”이라는 내용이 추가되었다.

## 부수적인 이야기
- 이 작품의 구성상의 허점 : 머즈그레이브는 온 집안을 샅샅이 수색했다고 했지만 브런턴의 머플러가 지하실의 석판에 묶여 있을 것을 발견하고 놀란다.
- 이 사건의 해결은 삼각법을 이용해 두 나무의 높이를 측정한 것이다. 하지만 전례문은 200년 전의 내용이었지만 나무들이 전혀 자라지 않았다.
- 하인이 주인보다 똑똑하다는 생각은 영국 문학에서 인기있는 테마였다.